# Ctenoplusia accentifera
Ctenoplusia accentifera là một loài bướm đêm trong họ Noctuidae.